# Сбой в энергосистеме Пиренейского полуострова (2025)
28 апреля 2025 года на Пиренейском полуострове произошло масштабное отключение электроэнергии, затронувшее Испанию, Португалию, Андорру и часть Франции, а также Марокко. В Испании и Португалии почти полностью отключилось электроснабжение, в Лиссабоне, в Порту, и Мадриде остановилось метро.

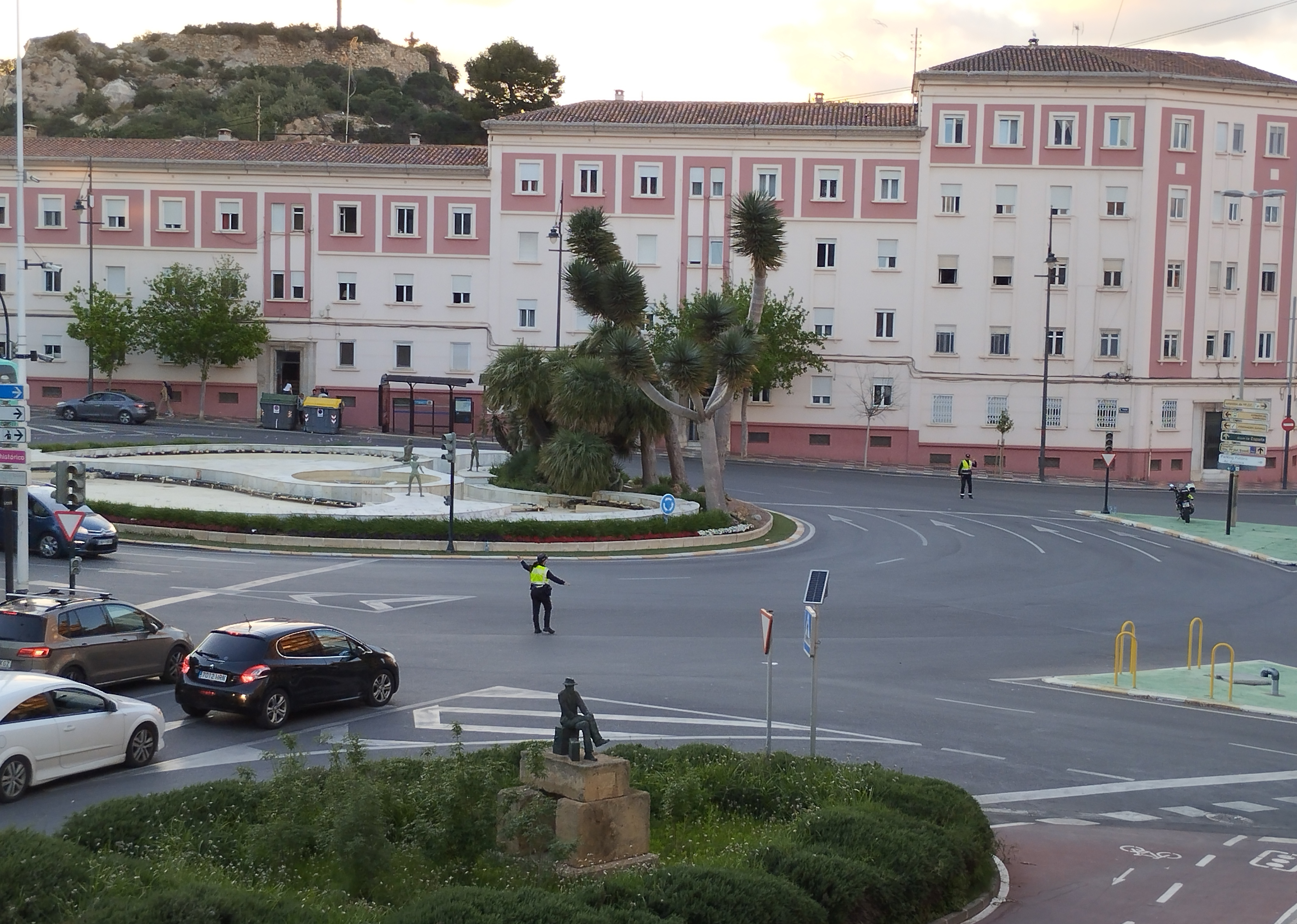
Полицейские регулируют движение в Картахене (Испания) при отключённых светофорах

## Ход событий

### Португалия
В Португалии из-за отключения электроэнергии была остановлена работа лиссабонского метро, поездов и светофоров. Мобильные сети также испытывают серьёзные ограничения, особенно для голосовых вызовов, а услуги передачи данных функционируют лишь частично. Больницы используют генераторы для поддержания своей работы.
Поезда пригородной железной дороги остановились, из-за отключившихся светофоров в городах были привлечены дополнительные силы полиции. Аэропорт Лиссабона был закрыт около 13:00 по WEST. Аэропорты Порту и Фару перешли на питание от резервных генераторов.
Кабинет премьер-министра Луиша Монтенегру провёл экстренное заседание в связи с блэкаутом.
При этом островные регионы Мадейра и Азоры остались не затронуты отключениями.
Энергоснабжение начало восстанавливаться вечером 28 апреля, к утру 29 апреля к сети были подключены все 89 подстанций.
Как минимум 1 человек погиб.

### Испания

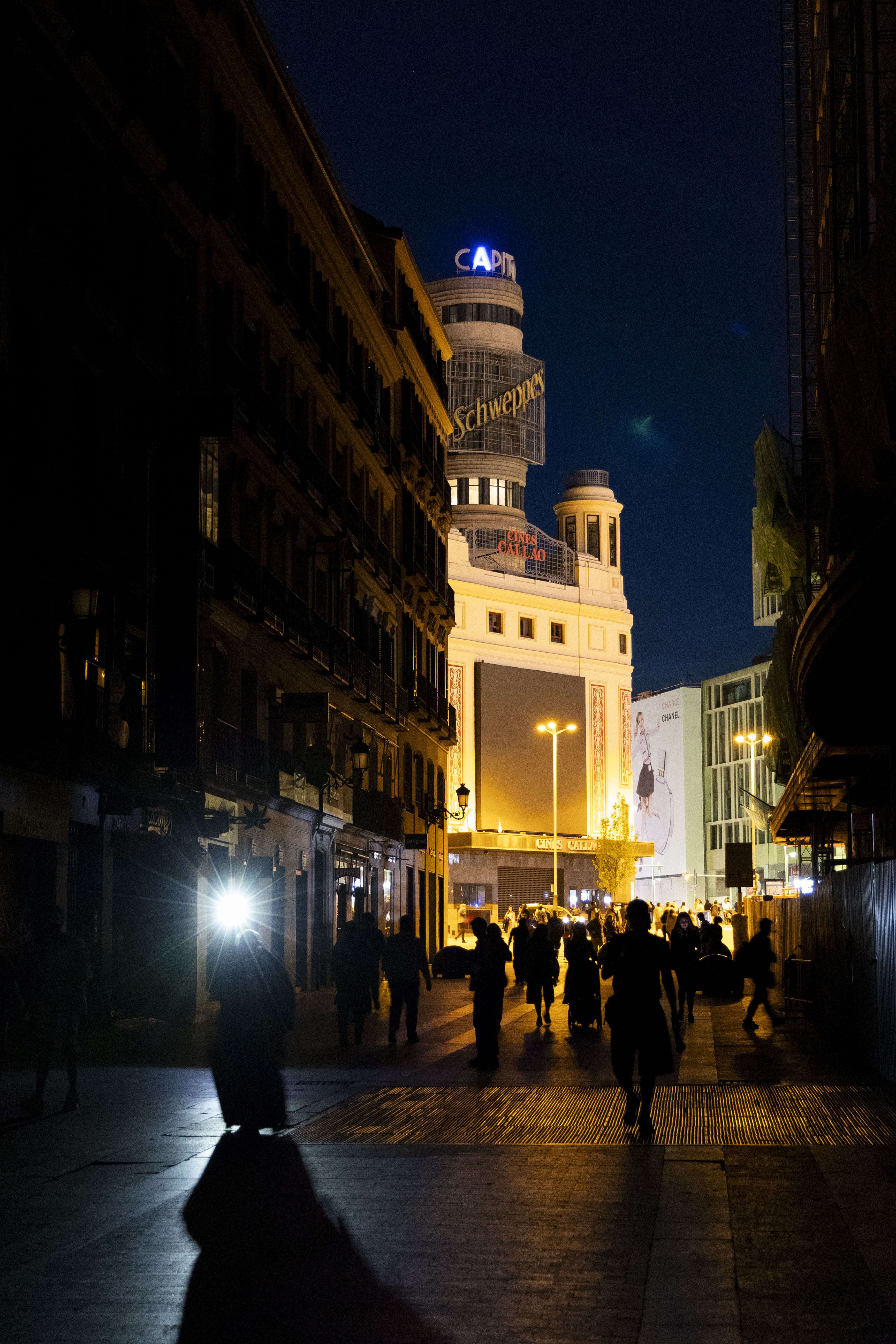
Вид с улицы Пресиадос на площадь Кальяо в Мадриде во время отключения электроэнергии, когда улица Пресиадос все ещё находится в темноте, а на Кальяо частично восстановлено электроснабжение

Власти Мадрида ввели в городе экстренный план PEMAM (исп. Plan Territorial de Emergencia Municipal del Ayuntamiento de Madrid).
Власти Испании сообщили, что национальные АЭС были автоматически отключены от электросети по причине пропадания их внешнего электроснабжения.
К утру 29 апреля энергоснабжение было восстановлено на 99 %, к сети были подключены все подстанции.
Как минимум 7 человек погибли из-за пожаров, вызванных использованием свечей, или отравления выхлопными газами моторов, приводящих в действие портативные генераторы.

### Андорра
Оператор электросетей Андорры сообщил, что отключение энергии в Испании на несколько секунд повлияло на ситуацию в княжестве. Системная автоматика подключила энергосистему княжества к французской, восстановив электроснабжение.

### Франция
Оператор электросетей Франции сообщил, что на несколько минут пропало электропитание в регионе Французская Страна Басков.

### Марокко
Интернет-сервис (Orange Maroc) сообщил о значительных сбоях в работе. Компания объяснила тем, что отключение света на Пиренейском полуострове задело международные связи.

## Вероятные причины
Точная причина произошедшего не ясна. Согласно заявлению национальной португальской энергетической компании REN, причиной сбоя стали аномальные колебания проводов на линиях напряжением 400 кВ в центральной части Испании, возникшие из-за резких перепадов температуры. Также компания заявила о возможности возникновения очень больших колебаний электрического напряжения в энергосистеме Испании, которые в дальнейшем распространились на энергосистему Португалии, отметив при этом, что о точной причине говорить преждевременно. Испанский сетевой оператор REE заявил, что причиной отключений стал сбой в соединении энергосистем Испании и Франции из-за пожара. Однако информация о пожаре была опровергнута, а Национальная метеорологическая служба Испании заявила, что «не было зафиксировано никаких необычных метеорологических и атмосферных явлений или резких колебаний температуры».

### Кибератака
Национальный криптологический центр Испании (являющийся частью Национального разведывательного центра) начал расследование относительно того, могла ли причиной произошедшего стать кибератака. За несколько дней до отключения электроэнергии центр зафиксировал «значительную необычную активность, исходящую из Северной Африки», а потеря 15 гигаватт мощности произошла за 5 секунд, что там назвали «поразительным» и «странным».
Но премьер-министр Португалии Луиш Монтенегру, комиссар Европейской комиссии Тереса Рибера и председатель Европейского парламента Антониу Кошта заявили, что нет никаких признаков того, что сбой энергоснабжения был вызван кибератакой.

### Неустойчивость энергосистемы
На момент аварии в энергосистеме наблюдался значительный переизбыток генерации — почти на треть больше, чем потребление. При этом до 70 % выработки приходилось на возобновляемые источники энергии (ВИЭ), такие как солнечные и ветровые электростанции. Ключевой проблемой стало отсутствие инерции у ВИЭ — в отличие от традиционных электростанций, они не способны поддерживать стабильность частоты в сети при резких колебаниях. После разрыва связей с энергосистемой Франции возник избыток мощности, что привело к росту частоты. В ответ сработали автоматические защиты, в первую очередь на объектах ВИЭ, что вызвало резкий переход от переизбытка к дефициту генерации. Это спровоцировало цепную реакцию: тепловые и атомные станции начали аварийно отключаться из-за перегрузок, что в конечном итоге привело к коллапсу энергосистемы.

## Реакции
- Испания: Президент Народной партии и лидер оппозиции Альберто Нуньес Фейхоо обвинил правительство во лжи о причинах отключения электроэнергии.
- Председатель Европейской комиссии Урсула фон дер Ляйен поговорила с председателем правительства Испании Педро Санчесом и опубликовала в X (ранее Twitter): «Я подтвердила поддержку Европейской комиссии в отслеживании ситуации с национальными и европейскими властями и нашей Координационной группой по электроэнергетике. Мы будем координировать усилия и обмениваться информацией, чтобы помочь восстановить систему электроснабжения, и мы договорились оставаться в тесном контакте».
- Украина: Правительство Украины предложило свою помощь, учитывая «обширный опыт», который оно накопило во время войны с Россией, поскольку её энергетическая инфраструктура подверглась серьёзным атакам.